# Équipe de Tunisie de football en 1985
L'équipe de Tunisie de football connaît en 1985 des résultats mitigés avec d'assez bons parcours mais sans aboutissement.
En éliminatoires de la coupe du monde 1986, elle bat l'équipe de Guinée et celle du Nigeria mais cale en fin de parcours contre l'Algérie, encaissant sept buts en deux matchs qui mettent fin à la courte carrière internationale du gardien de but Sahbi Sebaï. Aux Jeux panarabes de 1985 organisés par le Maroc, l'équipe remporte deux victoires et fait match nul contre le pays organisateur, ne se qualifiant pas au second tour à cause de sa moyenne de buts inférieure à celle du Maroc. Par contre, en éliminatoires de la coupe d'Afrique des nations 1986, elle concède une humiliante défaite face à la Libye.

## Matchs

### Rencontres internationales
| Date             | Stade                                | Adversaire      | Score | Comp                | Buteurs tunisiens                                      |
| 1er janvier 1985 | Abidjan, Côte d'Ivoire               | Ghana           | 2-0   | Tournoi de l'amitié | Hsoumi 33e (pen.), M. Soudani 44e                      |
| 10 février 1985  | Conakry, Guinée                      | Guinée          | 0-1   | QCDM                |                                                        |
| 24 février 1985  | Stade olympique d'El Menzah, Tunisie | Guinée          | 2-0   | QCDM                | H. Braham 24e, Hsoumi 80e                              |
| 29 mars 1985     | Tripoli, Libye                       | Libye           | 0-2   | QCAN                |                                                        |
| 14 avril 1985    | Stade olympique d'El Menzah, Tunisie | Libye           | 1-0   | QCAN                | Jeridi 26e                                             |
| 1er mai 1985     | Stade olympique d'El Menzah, Tunisie | Algérie         | 1-0   | A                   | Maâloul 80e (pen.)                                     |
| 7 juillet 1985   | Lagos, Nigeria                       | Nigeria         | 0-1   | QCDM                |                                                        |
| 21 juillet 1985  | Stade olympique d'El Menzah, Tunisie | Nigeria         | 2-0   | QCDM                | Jeridi 8e 28e                                          |
| 28 juillet 1985  | Stade olympique d'El Menzah, Tunisie | Arabie saoudite | 1-0   | A                   | Rakbaoui 55e                                           |
| 5 août 1985      | Rabat, Maroc                         | Mauritanie      | 4-0   | JPA                 | Hsoumi 5e, Jeridi 45e (pen.), Maâloul 72e, Houarbi 85e |
| 7 août 1985      | Rabat, Maroc                         | Maroc           | 2-2   | JPA                 | Rakbaoui 4e, Hergal 7e                                 |
| 9 août 1985      | Rabat, Maroc                         | Somalie         | 2-1   | JPA                 | S. Jaziri 15e (pen.), Rakbaoui 56e                     |
| 6 octobre 1985   | Stade olympique d'El Menzah, Tunisie | Algérie         | 1-4   | QCDM                | Rakbaoui 15e                                           |
| 18 octobre 1985  | Alger, Algérie                       | Algérie         | 0-3   | QCDM                |                                                        |
| 8 décembre 1985  | Stade olympique d'El Menzah, Tunisie | Pologne         | 1-0   | A                   | Jeridi 56e                                             |

### Matchs de préparation
| Date              | Stade                                       | Adversaire                                  | Score | Comp | Buteurs tunisiens                             |
| 29 janvier 1985   | Stade Chedly-Zouiten, Tunisie               | West Bromwich FC ( Angleterre)              | 1-1   | A    | H. Zouaoui                                    |
| 14 mai 1985       | Francfort-sur-le-Main, Allemagne de l'Ouest | Eintracht Francfort ( Allemagne de l'Ouest) | 1-2   | A    | H. Braham                                     |
| 18 septembre 1985 | Heerenveen, Pays-Bas                        | Sportclub Heerenveen ( Pays-Bas)            | 5-2   | A    | Rakbaoui (2 buts), Hergal (2 buts), H. Braham |
| 23 septembre 1985 | Groningue, Pays-Bas                         | Sélection régionale du Nord ( Pays-Bas)     | 2-3   | A    | Rakbaoui, Jeridi                              |
| 25 septembre 1985 | Groningue, Pays-Bas                         | FC Groningue ( Pays-Bas)                    | 0-0   | A    |                                               |

## Sources
- Mohamed Kilani, « Équipe de Tunisie : les rencontres internationales », Guide-Foot 2010-2011, éd. Imprimerie des Champs-Élysées, Tunis, 2010
- Béchir et Abdessattar Latrech, 40 ans de foot en Tunisie, vol. 1, chapitres VII-IX, éd. Société graphique d'édition et de presse, Tunis, 1995, p. 99-176